# John Coltrane
John William Coltrane (Hamlet, 23 settembre 1926 – New York, 17 luglio 1967) è stato un sassofonista e compositore statunitense.
Tra i più grandi sassofonisti della storia del jazz, è stato tra i capisaldi del genere (in particolare di quello modale) negli anni sessanta, chiudendo il periodo del bop e aprendo quello del free jazz. Il pensiero musicale di Coltrane ha influenzato numerosi musicisti contemporanei e successivi, anche degli stili più diversi.
Ha ricevuto numerosi premi e onorificenze postume tra cui la canonizzazione da parte della African Orthodox Church con il nome di Saint John William Coltrane. La chiesa di San Francisco a lui dedicata, la Saint John William Coltrane African Orthodox Church, utilizza musiche e preghiere di Coltrane nella propria liturgia.

## Biografia

### Gli inizi
John William Coltrane nacque il 23 settembre 1926 a Hamlet (Carolina del Nord), da John R. Coltrane, sarto con la passione per la musica (suonava l'ukulele e il violino) e Alice Blair. All'età di dodici anni perse il padre e fu in seguito colpito da altri lutti familiari, mentre un anno più tardi entrò nella banda dei boy scout come clarinettista e al liceo iniziò a suonare anche il sax contralto.
Nel 1943 si diplomò e si trasferì in cerca di lavoro a Filadelfia, frequentando la "Omstein School Of Music". Nel 1945 svolse il servizio militare alle Hawaii, come clarinettista della banda militare della Marina. Tornato a Filadelfia entrò nel gruppo di Joe Webb e quindi in quello di Eddie Vinson, passando al sax tenore e dedicandosi al rhythm and blues. Nel 1948 entrò a far parte dell'orchestra dell'Apollo Theater di Harlem a New York. A Filadelfia suonò ancora con i fratelli Heath, con Cal Massey, con Howard McGhee e con l'orchestra di Dizzy Gillespie in cui suonava il sax contralto. Nel 1951 l'orchestra si trasformò in un settetto e Coltrane passò nuovamente al sax tenore: con questa formazione registrò il primo pezzo a Detroit il 1º marzo.
Nel 1952 entrò nel gruppo di Earl Bostic e nel 1953, per problemi con il consumo di eroina, venne licenziato dal gruppo di Johnny Hodges. Il 3 ottobre 1955 si sposò con Juanita Grubbs (Naima) e iniziò a collaborare con Miles Davis. John Coltrane divenne vegetariano tra il 1960 e il 1961. Nel 1963 dopo essersi trasferito una nuova casa in 116-60 Mexico Street a Saint Albans, nel Queens, lasciò la moglie. Nello stesso anno conobbe la pianista Alice McLeod dall'unione con la quale nacquero John Jr. nel 1964, Ravi nel 1965 e Oranyan ("Oran") nel 1967. Nel 1966, dopo il divorzio con Naima, si sposò con Alice. Secondo il musicista Peter Lavezzoli, "Alice portò felicità e stabilità nella vita di John, non solo perché avevano bambini, ma anche perché condividevano molte delle stesse credenze spirituali, in particolare un comune interesse per la filosofia indiana".

### L'incontro con Miles Davis e Thelonious Monk
Nel 1955 Miles Davis dovette trovare un sostituto quando Sonny Rollins tornò a ritirarsi dalla scena, come faceva di tanto in tanto, e Philly Joe Jones lo persuase a chiamare Coltrane per un provino. Davis manifestò qualche perplessità perché aveva ascoltato Coltrane anni prima in un disco, ma dopo il provino ne fu impressionato, Coltrane per la prima volta improvvisava su un suo brano, mai sentito prima. Coltrane sfruttò l'occasione di incontro con un collega più esperto per migliorare la sua conoscenza musicale. Nell'organizzare la sua musica, Davis era estremamente riservato, non concedeva consigli e manteneva il segreto sulle strutture e sulle soluzioni armoniche. Nelle esibizioni spesso dava le spalle al pubblico per inviare segnali gestuali ai suoi musicisti senza essere visto, oppure sussurrava loro all'orecchio. Coltrane, al contrario, si prestava a un approccio musicale concreto e pragmatico: aveva bisogno della continua conoscenza ed elaborazione di ogni nota, accordo e progressione. Queste incongruenze tanto musicali quanto di carattere infastidirono Coltrane, al punto che decise di andarsene. Intanto il quintetto di Davis aveva firmato impegni per l'autunno e Davis dovette pregare Coltrane di tornare.
Il 26 ottobre 1955 il quintetto di Davis con Coltrane entrò in sala di incisione e registrò per la casa discografica Columbia quattro pezzi: Ah-Leu-Cha, Two Bass Hit, Little Melonae e Budo, brani che furono inseriti sparsi in vari dischi. L'assolo in Budo è considerato come uno degli apici della carriera di Coltrane. Una simile perfezione colpì l'attenzione di Miles Davis, che apprezzava la ricercatezza del collega. Essi aprono una serie aurea di incisioni per la Columbia e la Prestige Records effettuate nell'arco di un anno esatto; l'ultima è del 26 ottobre 1956. L'eleganza sembra essere la caratteristica principale di questo quintetto: tutto è liscio, piano, basso e batteria sono fusi in tutt'uno. La sensazione di unità espressiva era dovuta sia alle ripetute prove sia all'affiatamento tra i componenti del gruppo. Ogni pezzo era arrangiato con cura, ma l'arrangiamento è nascosto e spesso consiste di piccoli tocchi isolati: una nota, un accordo del piano, un frammento melodico interpolato. Altri meccanismi sono più complessi, ma non meno nascosti al pubblico. In brani come If I Were A Bell e I Could Write A Book i solisti possono allungare a piacere l'ultimo giro armonico e avvisano di ciò la ritmica usando come segnali d'avvertimento piccoli frammenti del tema, nascosti nell'assolo. Una volta messi a punto e interiorizzati i meccanismi, essi dovevano poi suonare tutto d'un fiato, senza pensarci.
Nel 1956 nelle sedute dell'11 maggio e del 26 ottobre, Davis fece suonare un'ora e mezza di musica di seguito, senza rifacimenti, quasi simulando un'esibizione dal vivo. Ne uscirono ben quattro dischi (Cookin', Relaxin', Workin' e Steamin').
In queste registrazioni si può notare la cura di Coltrane nell'esplorazione del giro armonico del brano. Nelle prime incisioni il suo fraseggio è ancora tanto costruito con cura quanto banale. Il lungo assolo in Oleo è un altro mirabile esempio di costruzione musicale ininterrotta. Però, in realtà Coltrane aveva ben altro in mente: in un assolo come quello su Woodyn' You, specie là dove il pianoforte tace lasciandolo indisturbato nelle sue esplorazioni armoniche, egli non appare più intento a intrecciare i fraseggi tipici dei precedenti lavori. Nel suo solismo inizia a fare capolino una nota lamentosa e sforzata che contrasta in pieno con il solo di Davis. I primi ascoltatori ne furono sorpresi, e si divisero. Alcuni furono subito toccati dal timbro di Coltrane. Vi avvertivano una tensione espressiva che travalicava la corretta formalità delle frasi. La band di Davis si trasforma da quintetto in sestetto (Miles Davis - tromba, John Coltrane - sax tenore, Cannonball Adderley - sax contralto, Red Garland - pianoforte, Paul Chambers - contrabbasso, Philly Joe Jones - batteria) e iniziò le sue sperimentazioni nell'ambito dell'improvvisazione modale con l'album Milestones del 1958, toccando il culmine della sua lunga stagione con l'album Kind of Blue inciso nel marzo del 1959. In esso Miles Davis compì un altro passo in avanti sulla strada dell'improvvisazione modale. Per ottenere il massimo di spontaneità dai suoi musicisti, li convocò senza preparazione, e nello studio mostrò loro gli schemi dei pezzi con l'indicazione di semplici scale e nessun accordo. Ne risultò una musica dalle forme e dalle linee essenziali. So What, uno dei cinque brani, sarebbe entrato stabilmente nel grande repertorio del jazz, diventando la bandiera del jazz modale. Blue In Green è una ballad astratta. In Flamenco Sketches, un pezzo in cui Davis sperimentò una struttura molto ardita, gli esecutori ebbero solo l'indicazione di cinque scale, da suonare nell'ordine, nient'altro. Il numero di battute è ad libitum, e non è spiegato con quale criterio gli improvvisatori passassero da una scala all'altra.
L'assolo di Coltrane è tuttora largamente apprezzato da pubblico e critica. Caratteristico è l'aneddoto secondo cui Coltrane creò un attimo di panico nell'insistenza a improvvisare sulla quarta scala (la scala flamenco) e a rinviare il passaggio alla quinta scala, prendendo in contropiede Bill Evans. Queste strutture di lunghezza variabile furono impiegate da Coltrane nel successivo sviluppo della sua musica.
Nel 1957 Coltrane lavorò con Thelonious Monk al Five Spot Café di New York e suonò nel quartetto di Monk (luglio-dicembre 1957), ma, a causa di conflitti contrattuali, prese parte a una sola sessione di registrazione ufficiale in studio con questo gruppo. Una registrazione privata fatta da Juanita Naima Coltrane in occasione di una riunione del gruppo del 1958 fu pubblicata dalla Blue Note Records come Live at the Five Spot — Discovery! nel 1993. In seguito fu trovato un nastro di alta qualità di un concerto tenuto da questo quartetto nel novembre 1957 pubblicato da Blue Note nel 2005. Registrato da Voice of America, dal titolo Thelonious Monk Quartet con John Coltrane alla Carnegie Hall le esibizioni confermano la reputazione del gruppo.

### Giant Steps

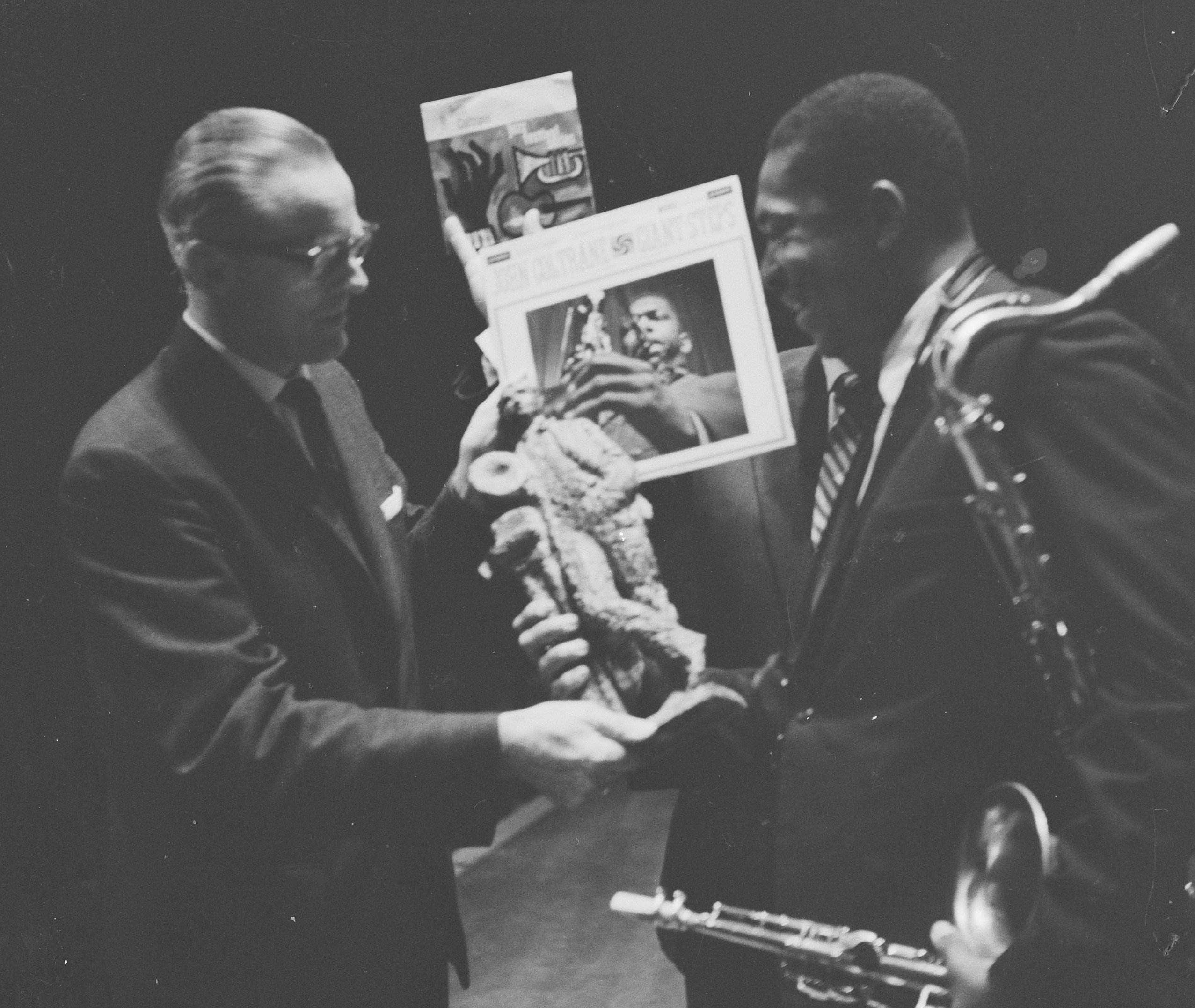
Coltrane mentre riceve l'Edison Award per Giant Steps, novembre 1961

Nonostante all'inizio del 1959 Coltrane non avesse ancora un gruppo fisso, in questo anno incise sette dischi tra i quali Kind of Blue e Giant Steps.
Quest'ultimo album segna il punto di inizio della ascesa musicale di John Coltrane. La formazione che entrò in sala di registrazione al fianco del tenorista è la seguente: Tommy Flanagan al piano, Art Taylor alla batteria, Paul Chambers al basso. Il titolo Giant Steps è a doppio senso. Coltrane allude non solo alle scoperte che va facendo di giorno in giorno, ma anche ai "salti" che l'improvvisatore deve affrontare di continuo durante l'esecuzione del brano omonimo. L'assillo del bebop è sempre stato quello di affrontare le difficoltà del giro armonico. La difficoltà principale consiste nella modulazione da una tonalità all'altra. Il salto più ostico è quello fra tonalità a distanza di terza maggiore: per esempio Si e Re# (pensato enarmonicamente come Mib), oppure Si e Sol, oppure Mib e Sol. Le tre tonalità maggiori citate sono proprio quelle che si alternano in Giant Steps. Esse sono alla stessa distanza tra loro, come i vertici di un triangolo equilatero. Il giro armonico di Giant Steps passa di continuo e velocemente dall'una all'altra, sia in un senso (Si - Sol - Mi bemolle) sia nell'altro (Sol - Mi bemolle - Si), questo pone l'improvvisatore ad adattarsi a una ricercata elasticità di pensiero esecutiva e musicale, nel passaggio da una tonalità all'altra. Le tre tonalità sono collegate tra loro utilizzando le cadenze costruite sull'accordo di settima di dominante. In questo modo il salto tra la tonalità di si maggiore e quella di sol maggiore, che si trovano alla distanza di un intervallo di sesta minore, è ridotto. Infatti dopo l'accordo di si maggiore, per cadere in sol maggiore, viene usato l'accordo di re settima, cioè l'accordo di settima di dominante che cade sull'accordo di sol maggiore. Allo stesso modo, per passare dall'accordo di sol maggiore a quello di mi bemolle maggiore, bisogna passare all'accordo intermedio di si bemolle settima, cadenza per il mi bemolle maggiore. In questo modo si comprende che il "giant step" è quello che intercorre tra l'accordo di si maggiore e quello di re settima, cadenza per il sol maggiore. Si tratta di un intervallo armonico di terza minore: si maggiore - re settima. A questo punto è comprensibile che il sistema usato da Coltrane per costruire il proprio triangolo armonico deriva dalle sostituzioni dei tritoni. Infatti il tipico turnaround C - A-7 - D7 - G7 può essere sostituito così: C - Eb7 - Ab7 - Db7. Ciò significa che l'intervallo armonico di terza minore era già usato. Coltrane lo ha sviluppato nel modo descritto per collegare le tre tonalità di si, mi bemolle e sol maggiore.
Il ciclo degli accordi di Giant Steps può anche essere pensato come un turnaround, o una modulazione. Infatti questo giro armonico può essere utilizzato come sostituzione del normale II-V-I. Ecco la spiegazione. Il tipico II-V-I (es: Re minore - Sol settima - Do settima maggiore) viene così sostituito (due accordi per misura): Re minore, Mi bemolle settima - La bemolle settima maggiore, Si settima - Mi settima maggiore, Sol settima - Do settima maggiore.
Il dato tecnico è tuttavia finalizzato al senso musicale e filosofico dell'opera. Per Coltrane, la scoperta del triangolo Si - Sol - Mi bemolle non poteva non avere un senso numerologico. Esso da questo momento fa capolino in molti altri brani, da Countdown a But Not For Me, a Central Park West, e perfino a Body and Soul. La magia del numero assume in Giant Steps forme ricorsive: raffigura un Eterno Ritorno. Gli altri brani del disco non sono molto inferiori. Countdown applica il triangolo di Giant Steps a un giro armonico (Tune Up di Miles Davis), a una velocità ancora maggiore: sono due minuti di materia sonora che a causa di tale densità è un poco meccanica, ma è nondimeno di formidabile impatto. Gli strumenti entrano uno alla volta, batteria - sax - piano - basso; quando entra l'ultimo si espone il tema, e il pezzo è finito. Negli altri brani, Coltrane fa continuo uso di pedali, in maniera assai varia: in Spiral e nel tenero Naima un unico pedale al basso lega tra loro accordi diversi. Naima, con la sua melodia breve e commossa, divenne ben presto un classico del jazz.

### Il quartetto storico
Nel 1960 Coltrane forma il suo primo quartetto: vi figurano il pianista McCoy Tyner, il bassista Steve Davis e il batterista Elvin Jones che, con il suo drumming possente e l'innovativo approccio ritmico, influenzerà notevolmente la musica del sassofonista. Elvin Jones non si limita a tenere lo swing ma interagisce costantemente con il solista, fornendogli un tappeto ritmico fitto e incastrato, dal quale in ogni momento si possono derivare spunti per l'improvvisazione.
A partire dal 1961, al posto del contrabbassista Reggie Workman, subentra Jimmy Garrison. Fino a questo momento la maggiore preoccupazione di Coltrane era stata quella di approfondire l'armonia e lo studio degli accordi. La sua profonda smania perfezionista lo aveva condotto a un'assoluta padronanza tecnico-armonica. I soli incisi con il gruppo di Miles Davis, quali per esempio Óleo, Straight no Chaser, come i contemporanei soli suonati su Moment's Notice, Countdown, Giant Steps, rispecchiano la sua raggiunta perfezione.
Da qui in avanti Coltrane prende coscienza del significato da dare alla propria musica e inizia la ricerca delle radici e delle origini del jazz, inteso anche come espressione musicale di un popolo, cui egli sa di appartenere. Aspira all'universalità della propria musica, perché ognuno possa comprendere il suo messaggio. Da questo momento Coltrane cessa di essere solamente un formidabile solista e diventa un grande musicista e un importante innovatore.
Studia la musica modale suonata nel mondo: in Africa, in India, in Spagna, in Cina. Nascono brani come Liberia, Venga Jaleo, India, Brasilia ecc. Inoltre, su incitamento di Miles Davis, intraprende lo studio del sax soprano con cui incide My Favorite Things (1960). In questo brano il pianista suona accordi ribattuti, creando un sound ipnotico. Su questo tappeto spicca il soprano di Coltrane somigliante in certi registri a un oboe, e spesso orientaleggiante, grazie all'impiego di certi intervalli cromatici come quelli contenuti nella scala orientale. In altri momenti del solo, il sax riproduce sonorità mistiche tipiche della musica indiana. L'entrata nel gruppo di Elvin Jones, al posto di Billy Higgins, fu decisiva. Infatti, uno degli aspetti più importanti del gruppo consiste nell'affiatamento tra pianoforte e batteria, e il loro incontrarsi in determinati punti del brano in modo da creare cicli ritmici, simili a quelli della musica africana. Elvin Jones è considerato, per la sua concezione poliritmica, uno dei massimi batteristi del jazz.
Il disco successivo è Coltrane's Sound (1960) in cui è eseguita una memorabile versione di Body and Soul, arrangiata utilizzando un movimento cromatico ascendente e discendente della tonica dell'accordo minore attraverso la settima prima maggiore e poi minore. Altrettanto interessante è l'accompagnamento alternato tra accordi per quarte e accordi con la quinta aumentata a distanza di tono, che creano un'interessante tensione risolta poi sugli accordi dell'inciso. Questi momenti di tensione e distensione sono stati il tappeto ideale per Coltrane, che amava spesso suonare anche brani tonali in maniera modale con lunghi pedali di tonica o dominante sfocianti in un inciso ricco di aree tonali. Di questo contrasto si avvalse chiaramente lo stesso McCoy Tyner (per esempio, in The night has a thousand eyes) dove le prime otto battute vengono suonate su un pedale di dominante e il resto degli accordi segue le più classiche progressioni II-V-I.
Altro disco della stessa formazione è Coltrane plays the blues (1960). In questo album sono dedicati un blues a Sidney Bechet e uno allo stesso Elvin Jones. In due brani, Blues To Bechet e Blues To You, McCoy Tyner non suona. L'omissione del pianoforte della ritmica abituale consente a Coltrane di creare una nuova dimensione di spazio, di libertà armonica e melodica. Nel maggio del 1961 Coltrane incide Olé Coltrane, disco in cui si nota l'accostamento alla musica modale spagnola. In questa occasione, alla formazione di base si aggiunsero Eric Dolphy (accreditato con il nome di George Lane) al flauto e al sax contralto, e Freddie Hubbard alla tromba.

### Impulse! Records
Nel 1961, Coltrane cessa la sua collaborazione con l'etichetta Atlantic e inizia a incidere per la casa discografica Impulse!, il cui produttore, Bob Thiele, gli concesse amplissima autonomia.
Il primo disco della nuova casa discografica fu Africa/Brass in cui i brani sono tutti modali e la formazione è la stessa di Olé Coltrane, soltanto con l'aggiunta dell'orchestra. Il successivo disco inciso per la Impulse! è del novembre 1961 dal titolo "Live" at the Village Vanguard. Anche in questa occasione l'atmosfera dei brani è modale, soprattutto in Spiritual, in cui a Elvin Jones, Reggie Workman e McCoy Tyner, Coltrane affianca Eric Dolphy al clarinetto basso. Il disco comprende alcune registrazioni realizzate dal vivo nel mitico Village Vanguard. Dall'ascolto si sente che i temi e gli arrangiamenti sono ridotti all'essenziale, e l'improvvisazione risulta dilatata al punto da durare anche quindici minuti. I brani del disco sono costruiti seguendo la forma blues, oppure su uno o due accordi.
Queste registrazioni esprimono pienamente la concezione modale di Coltrane di quegli anni. Dall'ascolto si può capire anche la differenza tra la musica dal vivo e quella realizzata, da Coltrane, negli studi di registrazione. Nelle performance dal vivo gli assoli vengono eseguiti senza limiti di durata, con totale abbandono e nonostante questo, non risultano di difficile ascolto, creando un flusso di energia musicale che non si riscontra nelle registrazioni in studio. In molti brani, registrati dal vivo, si nota sia l'assenza del pianoforte sia quella del contrabbasso, lasciando Coltrane in lunghi dialoghi con il batterista Elvin Jones.
Il 6 marzo del 1963, John Coltrane e il suo quartetto con McCoy Tyner, Jimmy Garrison e Elvin Jones registrarono un album presso gli studi Van Gelder. Coltrane lasciò gli studi di registrazione con dei nastri e se li portò a casa nel Queens dove viveva con sua moglie Naima. Passati ormai anni, la Impulse! ha potuto pubblicare queste tracce grazie alla famiglia Coltrane e nel 2018 esce Both Directions at Once: The Lost Album che contiene due inediti Untitled Original 11383 e Untitled Original 11386, entrambi suonati con il sassofono soprano, e tra le rarità, anche una registrazione pianoless di Impressions.
Nell'aprile del 1963 è pubblicato e lanciato l'album Impressions, registrato nei due anni precedenti, anch'esso al Village Vanguard. La traccia India (che rappresenta una delle più importanti incisioni di Coltrane) risale infatti al novembre del 1961. Il brano è costruito interamente su un pedale di "sol". Il pianista McCoy Tyner non interviene quasi per nulla, dando spazio ai virtuosismi orientaleggianti e ai sovracuti del sax soprano di Coltrane. L'avvenimento più rilevante in questo disco è l'ingresso nel quartetto del bassista Jimmy Garrison, che prende definitivamente il posto di Reggie Workman. Anche nel brano Impressions, a un certo punto, sia McCoy Tyner sia Jimmy Garrison abbandonano lo strumento lasciando dialogare Coltrane con il batterista Elvin Jones.

### L'incontro con Gilles Groulx
Nei primi mesi del 1964, l’anno in cui incise Crescent e A Love Supreme, Coltrane fu avvicinato dal regista canadese Gilles Groulx che stava realizzando un film ambientato a Montréal Le chat dans le sac e che gli chiese di realizzarne la colonna sonora. Coltrane consegnò le registrazioni in mono su nastro da un quarto di pollice, il tutto fu mixato da Rudy Van Gelder nel suo celebre studio il 24 giugno del 1964. Gilles Groulx portato il master in Canada per utilizzarlo come colonna sonora, selezionò solo dieci minuti degli oltre trentasette che compongono l'incisione integrale. Nel 2019 il nastro rimasterizzato da Kevin Reeves presso lo Universal Music Mastering di New York è pubblicato con il titolo Blue World.

### A Love Supreme

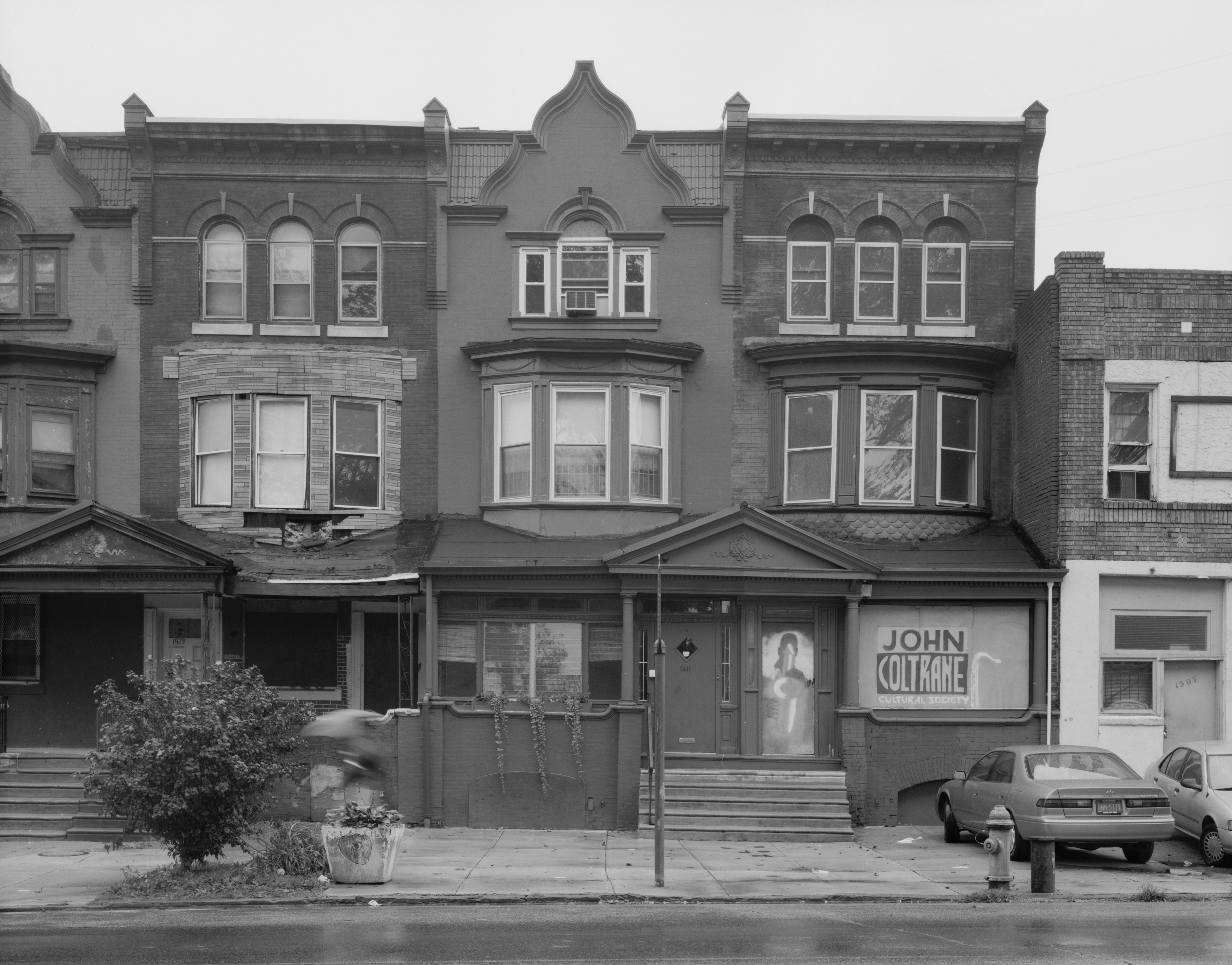
John Coltrane House, 1511 North Thirty-third Street, Philadelphia

Si racconta che, nel 1964, Coltrane, che era solito praticare ogni sera la meditazione yoga, durante una seduta sentì una musica nuova risuonare nella sua mente. Tornato allo stato vigile, si convinse che non poteva che trattarsi di un messaggio inviatogli da Dio. Coltrane meditò a lungo una nuova opera, di cui volle curare anche la produzione. Fu lui a scegliere la foto che lo ritrae, con espressione seria, sulla copertina. È una foto in bianco e nero, così come in austero bianco e nero è pubblicato tutto l'album. Fu ancora Coltrane a far stampare, all'interno, non le solite note di copertina, bensì una sua breve presentazione e una sua poesia, intitolata anch'essa A Love Supreme.
Nella presentazione, Coltrane ringrazia Dio per averlo riportato sulla retta via. Afferma di aver passato un periodo di incertezza, e di averlo superato rimettendosi nelle Sue mani. Il disco è dunque un'umile offerta a Lui, in segno di ringraziamento. La poesia è un testo semplice, dogmatico e salmodiante, una dichiarazione di fede che, a tratti, riecheggia le asserzioni e le risposte che intercorrono tra predicatore e congregazione. L'opera è una suite in quattro parti. Esse si intitolano: 
1. Acknowledgement
2. Resolution
3. Pursuance
4. Psalm

A differenza degli altri dischi, contenenti brani ricavati da varie sedute di incisione, questo album si risolve in un'opera a tutto tondo che, impiegando l'intera durata del long playing, dà luogo a uno dei primi concept album della musica moderna.
Il primo movimento si basa sulla continua ripetizione della cellula elementare di quattro note Fa - La bemolle - Fa - Si bemolle. Il carattere semplice e ripetitivo di Acknowledgement gli ha assicurato una vasta fama postuma nel mondo del rock, dove la leggenda di Coltrane si è diffusa, con ovvia accentuazione dei toni mistici, trovando proprio in quel riff di quattro note un comodo appiglio acustico. Mentre gli schemi di base dei quattro movimenti sono semplici, il contenuto delle improvvisazioni non lo è. Dal suo lungo silenzio Coltrane esce con una sonorità strana, nuova: più gonfia, vibrante ed enfatica. Di contro, il fraseggio è scarno, asciutto. Vi compaiono, specie nei primi due tempi, alcuni motivi di tre-quattro note, che l'autore trasporta, a suo piacimento, su e giù, verso l'acuto e verso il grave, creando inattesi urti con l'accompagnamento, che resta ancorato alla scala di base. È una tecnica nuova, che utilizza tutte le tonalità descrivendo la "totalità" e la grandezza di Dio, e che avrà importanti conseguenze. A Love Supreme è il capolavoro del periodo iniziato con My Favorite Things.
Servendosi del suo quartetto, egli percorre un itinerario mistico, dalla contrizione di Acknowledgement, allo slancio lirico raffigurante la dolorosa decisione di cambiare (Resolution), alla forte, travolgente messa in pratica della decisione presa (Pursuance) fino alla preghiera di ringraziamento, quel metafisico Psalm in cui, alla fine, la voce del sax tenore si sdoppia per inatteso effetto di una sovraincisione, e sembra ascendere in cielo attraversando le suggestive nubi sonore prodotte dalle mazze felpate di Elvin Jones.
L'album fu acclamato in modo quasi unanime, e divenne ben presto il disco jazz più venduto nel mondo. In esso fu vista la summa di tutte le ricerche e gli approfondimenti compiuti da Coltrane negli ultimi anni. Ciò che anche i più entusiasti sostenitori notarono è che con A Love Supreme si chiudeva un altro capitolo della vita artistica di Coltrane.
Il quartetto suonò A Love Supreme dal vivo solo una volta, nel luglio del 1965 in un concerto a Antibes, in Francia.

### Il periodo "free":Ascension
Già dal 1960, Ornette Coleman aveva gettato scompiglio con il suo free jazz, un jazz in apparenza libero da ogni regola, spesso atonale, e comunque indigeribile non solo per il grande pubblico, ma anche per molti jazzofili. Coleman fece scandalo, ma la sua rimase una presenza quasi isolata. Anche Eric Dolphy faceva a volte del free jazz e lo stesso Coltrane, in certi momenti, ci era andato vicino. In seguito il free jazz esplose come movimento robusto e vitale e Coltrane si schierò con convinto entusiasmo dalla parte di questi innovatori.
Coltrane, nonostante le aspre critiche verso questa forma estrema di jazz, buttò sulla bilancia tutto il suo prestigio, affermando l'alto valore di quella musica, apparendo insieme ai suoi praticanti e incidendo con loro. Per due anni, essa fu documentata in buona parte da una grande etichetta come la Impulse!, che su consiglio di Coltrane scritturò sia Archie Shepp sia Albert Ayler. Il 28 giugno 1965 fu una data storica. Quel giorno, Trane radunò in studio, oltre a Tyner, Garrison e Jones, due trombettisti (Freddie Hubbard e Dewey Johnson), due sassofonisti tenore (Pharoah Sanders e Archie Shepp), due contraltisti (John Tchicai e Marion Brown) e un secondo bassista (Art Davis).
Ascension fu incisa in due versioni complete, registrate entrambe lo stesso giorno; i relativi nastri furono etichettati dai tecnici di studio rispettivamente come take 1 e take 2. Nel febbraio 1966 fu pubblicata su disco la seconda registrazione (take 2), oggi comunemente nota come "Edition I". Alcuni mesi dopo, John Coltrane cambiò idea e fece ritirare dal commercio la "Edition I", sostituendola con l'altra registrazione (take 1), su un disco che mantenne lo stesso titolo, la stessa copertina e lo stesso numero di catalogo. Questa versione definitiva è oggi nota come "Edition II". Nella ristampa in CD di Ascension, entrambe le versioni sono pubblicate insieme.
Il piano strutturale del lavoro è semplice: vi è un assolo per ciascuno dei fiati, uno per Tyner e uno per i due bassisti. Tra gli assolo sono interpolati squarci di improvvisazione collettiva di tutti gli undici musicisti. Questa germina all'inizio da un motivo di tre note, e ben presto si anima, si scalda, specie sotto l'impulso di Coltrane, di Shepp e di Sanders, un tenorista dai suoni violentissimi ed estremi. In breve la musica ribolle di melodie, di scale, di grida, di lamenti, di fischi: un'allucinante visione infernale, di fuoco e fiamme, che costituisce in certo senso l'antimondo di A Love Supreme. Durante l'incisione, perfino i presenti in studio non poterono trattenersi dall'urlare. Lo stesso assolo iniziale di Coltrane non può essere definito altro che un lungo, straziante urlo modulato. I vari solisti apportano naturalmente il contributo dei loro diversissimi stili. L'assolo di John Tchicai, al sax alto, è freddo, tenue e pigolante; quello di Shepp torvo e minaccioso, costruito con uno studiato crescendo da attore; quello di Tyner è martellante e oceanico; quello di Sanders sembra voler far esplodere il sassofono in mille schegge roventi. Con Ascension, il free jazz ebbe nuovamente una sua opera manifesto: un'opera che spaventò i più, ma che rivelò comunque una forza tale da esercitare una straordinaria fascinazione anche su molti ascoltatori restii o dubbiosi, e un poderoso effetto trascinante su tutto il movimento free.

### Meditations
A luglio dello stesso anno (1965), Coltrane effettuò l'ennesima apparizione europea. Suonò in quartetto, ma ormai la sua musica aveva raggiunto l'incandescenza con qualunque organico. Il pubblico del festival di Juan-les-Pins lo ascoltò con stupore suonare una musica ormai molto lontana da quella che aveva conquistato il mondo solo tre o quattro anni prima. Ma Trane non smise di andare avanti e, tornato negli Usa, riprese un ritmo produttivo forsennato. Il 26 agosto incise l'album Sun Ship, sorta di cartone preparatorio per un'opera più compiuta, Meditations. Questa fu da lui incisa per la prima volta il 2 settembre, in quartetto; ma il risultato non lo soddisfece, e rimase a lungo inedito. In queste opere Coltrane sperimenta nuove tecniche di organizzazione della sua musica. Nella prima versione di Meditations, egli esegue il brano Love più o meno come un improvvisatore indiano effettua la cosiddetta "presentazione" di un raga. Gli accompagnatori suonano una scala e Coltrane ripete un frammento melodico percorrendo questa scala in su e in giù. Il risultato è suggestivo ma monocorde, e Coltrane accantonò l'idea per riprenderla più avanti. In altri brani, come Sun Ship, Joy o Consequences, Coltrane parte da una scheggia tematica di una o due note, e aggiunge via via una nota alla volta, conquistando man mano lo spazio sonoro intorno a sé.
Tra l'1 e il 14 di ottobre Coltrane, con il gruppo allargato a Pharoah Sanders e ad altri ospiti, incise tre opere di grande rilievo: Om, Kulu Sé Mama e Selflessness. Om è un'opera cardinale, in quanto Coltrane vi osa un gesto di portata storica incalcolabile: egli abbandona la sua fedeltà alla tavolozza timbrica tradizionale del jazz, immettendo nella sua musica ampi squarci di suoni non jazz. Coltrane (affiancato da Sanders, Tyner, Garrison, Garrett, Elvin Jones ed il flautista Joe Brazil) ci offre un caleidoscopico brano free-form dalla durata di soli 28 minuti, un'esperienza sonora mistica, fortemente evocativa, assai più difficile da digerire rispetto al più conosciuto "Interstellar Space". È evidente come Coltrane si accosti con questo lavoro sempre più ai suoni della musica etnica africana ed orientale, abbracciando così una visione musicale volutamente etnico-ascetica e multidimensionale. La jam si snocciola insistente su cacofonie, echi e dissonanze furiose e la leggenda narra insistentemente che Coltrane avesse fatto uso di LSD durante le sedute di registrazione. Già l'inizio trasporta subito l'ascoltatore in un'Africa immaginaria: si ascoltano percussioni varie, e sopra di esse una mbira, il piccolo strumento africano a lamelle pizzicate con i pollici. Segue una salmodia recitata dai musicisti, che si conclude sulla parola om, la quale dà vita a un free collettivo. Nel disco è presente anche un flauto (Joe Brazil), che però emette suoni arcani e arcaici, non-europei. Qui Coltrane non si esibisce più in smoking con il suo elegante quartetto, che suona canzoni di Richard Rodgers, con scale modali, accordi, ritmi precisi, ma getta in faccia all'ascoltatore brandelli di materia sonora viva, cruda. L'atmosfera è religiosa, sciamanistica, frenetica, misterica, quasi da messa nera. Il disco, oggi, appare nel suo complesso come uno dei lasciti di jazz psichedelico più significativi ed interessanti di sempre, al pari solo di Bitches Brew di Miles Davis (ed è ancora ingiustamente sottovalutato e poco considerato all'interno di tutta la vasta discografia coltraniana). Om si potrebbe anche accostare all'LP dei Red Crayola The Parable Of Arable Land (registrato sempre in quell'anno), caposaldo di free-form music ancorato però a una realtà e visione culturale che è quella del freak-rock americano. In Kulu Sé MaMa irrompe in scena un poeta, cantore e suonatore di tamburo, Juno Lewis, intorno alla cui poesia, cantata nel creolo di Louisiana, si muove il resto del gruppo, facendogli sontuosa corona. Selflessness è, al confronto, un'opera tradizionale: gli esecutori sono gli stessi di Kulu Sé Mama, ma il centro e la virtù delle cose sono i due sassofoni e il clarinetto basso, impegnati in un continuo dialogo spalla a spalla, dapprima fluido e ruscellante, poi sempre più rabbioso. L'annata si chiude, il 23 novembre, con la registrazione del nuovo, e stavolta definitivo, Meditations. La differenza sta nel fatto che oltre a Sanders, Coltrane ha aggiunto un secondo batterista, Rashied Ali, che suona in modo totalmente libero: sommato ad Elvin Jones, ne viene fuori un uragano percussivo. L'idea strutturale di base del vecchio Meditations viene mantenuta, ma con una cruciale differenza: vi è sempre una scala di base, e Coltrane che suona un frammento melodico di questa scala, trasportandolo su e giù.
Ma stavolta non lo trasporta sulle note della scala, bensì suonando altre scale. Questo procedimento, che in nuce avevamo scorto in A Love Supreme, deflagra qui in tutta la sua carica dirompente: quella musica che era monocorde e prevedibile ora sprizza urti dissonanti tra le diverse scale. I musicisti si muovono in uno spazio in cui tutte le note sono più o meno costantemente presenti, e in cui tutto si può suonare. Coltrane inoltre ha eliminato uno dei cinque brani, Joy, e l'ha sostituito - cambiando un po' la successione - con il nuovo brano The Father and the Son and the Holy Ghost, collocato in apertura. L'ignaro ascoltatore che metteva la puntina all'inizio del disco fa un salto: le due batterie scatenano il pandemonio, e Sanders emette di continuo uno stridente suono multiplo. È un paesaggio sonoro inaudito, mai immaginato da mente umana. Su di esso Coltrane espone la cellula tematica che poi trasporterà su e giù. Segue senza interruzione Compassion, un'oasi dai contorni più rilassanti e familiari, in cui McCoy Tyner dà vita a uno dei suoi grandiosi assolo.
Il lato B reca, pure di seguito, Love, Consequences e Serenity: due brani recitativi che ne incorniciano uno esplosivo, pieno di schegge sonore, in cui è alla ribalta Sanders. Nell'insieme, l'impianto strutturale comune a tutti i brani dona all'intero Lp una ferrea coerenza interna, rendendo accettabili, e anzi del tutto logici, i suoi continui capovolgimenti dalla violenza alla dolcezza e viceversa. Da un materiale noioso e inerte, Coltrane ha ricavato un nuovo, visionario capolavoro. La sua sintassi rivoluzionaria segna tuttavia il punto di rottura per McCoy Tyner, che non riesce a seguire l'evoluzione di Trane. Elvin Jones farà altrettanto tre mesi dopo, dichiarando: «Possono capirlo solo i poeti».
Ora con lui erano Sanders, Alice McLeod al piano, Jimmy Garrison e Rashied Ali. La sua musica era ormai stabilmente priva di pulsazione ritmica, fluttuante nell'aria: e gli ascoltatori erano perplessi circa la pianista, che certo non valeva Tyner. Ma Alice faceva senza problemi ciò che Coltrane voleva: e Coltrane voleva sentire di continuo un sottofondo come di arpa. Non soltanto i critici ma anche gli ascoltatori erano dubbiosi. Per Coltrane, il rapporto con il pubblico era vitale, non lo si poteva troncare impunemente. Egli sentiva di correre questo rischio, e ne era angosciato.
Un'altra volta confessò che essere acusticamente abituato alla propria musica era per lui un problema. Avrebbe voluto percepirla come un profano che la sentisse per la prima volta. Lacerato tra il richiamo dell'ignoto e il richiamo della tradizione, in maggio (1966) Coltrane incise un nuovo disco dal vivo al Village Vanguard (Live at the Village Vanguard Again!), come nel 1961. I due lunghi pezzi pubblicati furono due improvvisazioni realizzate dal gruppo nel suo stile attuale; ma i temi erano Naima e My Favorite Things. Nel corso dell'anno Coltrane poté finalmente regolarizzare il suo stato civile. Lo Stato di New York aveva approvato una legge in base alla quale era possibile chiedere il divorzio non più solo per adulterio ma anche per altre cause, come la separazione di fatto. Coltrane ottenne quindi il divorzio da Naima, e sposò Alice McLeod. Coltrane diradò le sue esibizioni, restando spesso a casa a meditare sui suoi argomenti prediletti - la morte, la teoria della relatività e l'universo in espansione, la numerologia - e a elaborare le sue teorie sui rapporti tra suono e numero. Egli appariva ossessionato dal bisogno di raggiungere una verità ultima, sostanziale, assoluta: il nocciolo della verità, la crux, come amava dire. Nel mezzo di questo strano periodo di attività più che altro mentale, giunse la proposta di una tournée in Giappone. Era un paese che Coltrane era ben felice di visitare, visto il suo interesse per l'Oriente, e dove era molto amato. In realtà ci fu ben poco da visitare: il carnet di viaggio era micidiale. Dall'8 al 24 luglio più di un concerto al giorno. L'accoglienza fu principesca. I giapponesi lo aspettarono all'aeroporto con cartelli inneggianti. Ovunque vi erano manifesti suoi, tappeti rossi, limousine, scolarette con mazzi di fiori. Coltrane li ripagò con concerti lunghissimi, in cui come sempre si spremette fino in fondo; in repertorio pochi brani, tra cui una splendida composizione nuova, un'invocazione struggente, Peace On Earth.

### Gli ultimi anni
Nel 1957, Coltrane ebbe un'esperienza religiosa che avrebbe potuto aiutarlo a superare la dipendenza da eroina e l'alcolismo con cui aveva lottato dal 1948. La carriera gli imponeva oltre ai concerti la presenza in continue conferenze stampa. Le foto scattate nell'ultimi anni lo ritraggono molto ingrassato e, in circa metà di esse, Coltrane pone una mano alla destra dell'addome, ma a pochi confessò la sua sofferenza. Aveva mal di testa continui e sempre più forti. Nel 66 tornato dal Giappone, assumeva grandi quantità di aspirina. George Wein gli propose una tournée in Europa: rifiutò: «non sto bene, disse, non me la sento». Wein gli offrì di rinviare la data a suo piacimento, ma Coltrane non voleva partire affatto.
Si ipotizza che nel 1965 Coltrane iniziò a usare l'LSD e sottoposto a controlli medici venne a conoscenza di avere un importante danno epatico che stava via via peggiorando il suo stato di salute. Coltrane, dal canto suo, decise di non sottoporsi a trattamenti medici sempre più vicino al pensiero delle filosofie orientali che dovevano averlo indotto in uno stato di passiva accettazione del destino, inclusa la morte. Da tempo parlava spesso della morte con chiunque e si era convinto di dover morire presto. Egli affrontò quindi il destino senza opporvisi e accettare alcun percorso di cura. La certezza della morte imminente lo indusse ad andare avanti nella sua ricerca artistica senza più remore, come in una folle corsa verso la fine di tutto. A Ravi Shankar, per telefono, Coltrane apparve triste e molto provato: cercava qualcosa di nuovo, ma non sapeva cosa.
Il 26 dicembre 1966 diede un concerto al Village Theater di New York con Algie DeWitt, suonatore di baia (un tamburo a clessidra usato nei culti voodoo), Ornar Ali alla conga, il trombettista John Salgalo e il bassista Sonny Johnson, più il suo quintetto. Questo ensemble stranamente assortito non ha lasciato dischi, ma le testimonianze raccolte hanno raccontato che la musica era di un'intensità selvaggia e soverchiante.
Nel 1967, tra febbraio e marzo, registrò il materiale confluito poi negli album Expression e Interstellar Space. 
Il primo disco è in quartetto e fu l'ultimo alla cui uscita egli partecipò personalmente; ma pubblicato poco dopo la sua morte. Esso contiene una musica ancora nuova e diversa, di sublime bellezza, in cui tutte le ricerche, le inquietudini, i conflitti, le violenze che segnano l'intera sua opera sembrano conciliarsi sotto il segno di una ritrovata serenità. L'iniziale, brevissimo Ogunde Varere è un commosso addio alla vita: sopra i fluttuanti arpeggi del pianoforte, Coltrane intona una lirica melodia che suona del tutto originale, diversa da qualsiasi altra melodia antica o moderna, e al tempo stesso profondamente familiare. Essa infatti nasconde una struttura di blues. Offering ed Expression sono pagine analoghe, più ampie, che attraversano tratti convulsi e che alla fine planano di nuovo nella stessa atmosfera di pace ultraterrena. A parte va considerato il brano più lungo dell'album, To Be. In esso Coltrane suona il flauto che era appartenuto a Eric Dolphy e Sanders lo affianca all'ottavino.
A quattro pianeti - Marte, Venere, Giove, Saturno - sono intitolati i quattro brani di Interstellar Space, l'altro album, uscito nei primi anni settanta.
Dal punto di vista strutturale, la musica è simile a quella di Expression: in ambedue si ritrovano tra l'altro le procedure già descritte per Meditations. In particolare il trasporto di brevi motivi su scale diverse. Il carattere è però tutt'altro: Coltrane al sax tenore dialoga con Rashied Ali e la presenza dell'incendiario batterista si trasforma in occasione di estenuante sfida. Lascia allibiti lo stoicismo di Coltrane, che si sottopose a simili sforzi nelle condizioni in cui era. Il linguaggio rotolante, inarrestabile come una lingua di colata lavica, che si ascolta nei concitati assolo degli album precedenti qui appare denudato, messo allo scoperto, e mostra una così rigorosa logica architettonica da reggere l'ascolto da solo. In quei vertiginosi giochi di scale su scale che innervosirono gli ascoltatori già nei concerti del 1960, sono in realtà applicate ferree regole di combinazione, permutazione, trasporto di centro tonale e di modo. Chi riesca ad afferrarne i motivi e gli sviluppi trova in questa musica una ricchezza esaltante, inesauribile, unita a squarci di purissima poesia, come nel delicato Venus o nel tracotante Jupiter. L'ultima seduta di incisione si tenne il 17 marzo 1967. Si registrò un solo brano, Expression, probabilmente perché Alice era in gravidanza avanzata. Due giorni dopo nasceva il terzo figlio della coppia, Oran.
Il 23 aprile dello stesso anno, Coltrane apparve con il quintetto al Centro di Cultura africana fondato da Olatunji a Harlem. La struttura era appena nata, su progetto di Olatunji e altri, incluso Coltrane, che la sostenne finanziariamente con generosità. Suonò, dicono, bene come sempre e a lungo come sempre. Il fatto di suonare seduto tradisce le sue reali condizioni di salute. Nonostante questi problemi, in quello stesso aprile Coltrane rinnovò il contratto con la Impulse! per due anni.
A maggio andò trovare sua madre a Philadelphia, insieme alla moglie Alice, quando ebbe un'improvvisa fitta allo stomaco; piegato per il dolore si chiuse in camera sua, rifiutando ogni cura. Ne uscì poco dopo ma non riconosceva sua madre né sua moglie. Tornarono a casa subito. Alice gli fissò una visita e questa volta ci andò. Lo ricoverarono per una biopsia, ma rifiutò di protrarre la degenza, telefonò a Alice e si fece portar via.

### La morte
Coltrane morì il 17 luglio 1967 presso l'ospedale di Huntington a Long Island per un tumore del fegato, all'età di 40 anni. Il suo funerale si tenne quattro giorni dopo nella chiesa luterana di San Pietro a New York City. La funzione musicalmente fu aperta dall'Albert Ayler Quartet e chiusa dall'Ornette Coleman Quartet. È sepolto nel Pinelawn Memorial Park a Farmingdale, Long Island.

## Discografia
La discografia di seguito elenca gli album concepiti e approvati da Coltrane come leader durante la sua vita. Non include le sue numerose pubblicazioni come sideman, le sessioni assemblate in album da varie etichette discografiche dopo la scadenza del contratto di Coltrane, le sessioni con Coltrane come turnista successivamente ristampate con il suo nome in primo piano o le compilation postume, a eccezione di quelle che aveva approvato in vita.
- 1957 - Coltrane - Prestige
- 1957 - Blue Train - Blue  note
- 1958 - John Coltrane with the Red Garland Trio - Prestige
- 1958 - Soultrane - Prestige
- 1960 - Giant Steps - Atlantic
- 1961 - Coltrane Jazz - Atlantic
- 1961 - My Favorite Things - Atlantic
- 1961 - Olé Coltrane - Impulse!
- 1961 - Africa/Brass - Impulse!
- 1961 - "Live" at the Village Vanguard - Impulse!
- 1962 - Coltrane - Impulse!
- 1963 - Duke Ellington & John Coltrane - Impulse!
- 1963 - Ballads - Impulse!
- 1963 - John Coltrane and Johnny Hartman
- 1963 - Impressions
- 1963 - Coltrane Live at Birdland
- 1964 - Crescent
- 1965 - A Love Supreme
- 1965 - The John Coltrane Quartet Plays
- 1966 - Ascension
- 1966 - Meditations
- 1966 - Kulu Sé Mama
- 1966 - New Thing at Newport
- 1966 - Live at the Village Vanguard Again!
- 1967 - Expression

## Stile
(Da John Coltrane: C'est chez Miles Davis, en 1955, que j'ai commencé à prendre conscience de ce que je pouvais faire d'autre, di Francois Postif, gennaio 1962.)

### Approccio tecnico al sax tenore
I primi tratti caratteristici dello stile di Coltrane furono fissati al tempo in cui suonava al Five Spot Café. In quel periodo egli mise a punto la tecnica detta Sheets of sound; i suoi soli si componevano di frasi lunghe e veloci, suonate in sedicesimi (semicrome) o in trentaduesimi (biscrome), in modo da fondere fra loro le note, in un continuo glissando. Questo modo di suonare era del tutto nuovo. A differenza di Charlie Parker, Coltrane usava le frasi di sedicesimi per conferire al brano più fluidità e, come si vedrà, un particolare senso ritmico.
Nello stesso periodo, Coltrane venne spinto da Thelonious Monk a esplorare nuove sonorità; in particolare egli cercava il modo di ottenere, dal sax tenore, due o tre suoni contemporanei. Un chiaro esempio di questa tecnica si può trovare nel brano Harmonique. Questa tecnica incuriosì anche il celebre Sonny Rollins. Suonando con Monk, Coltrane apprese il modo di esplorare tutte le possibilità improvvisative del brano, impegnandosi così in lunghi soli, durante i quali usava particolari suoni, rumori, fischi, grugniti. È importante sottolineare come tutto ciò fosse già presente nel suono del rhythm and blues.
Coltrane, tuttavia, si servì di queste tecniche, non in senso meramente virtuosistico, ma per chiare finalità musicali. Egli inoltre allargò le risorse tecniche del sax tenore mediante le estensioni, l'utilizzo dei registri estremi, timbriche particolari, diteggiature alternative utilizzate per il loro effetto sonoro, armonici, differenti modi di alterare il suono con l'intensità del fiato. Coltrane non fu il primo a esplorare i suoni del sax soprano. Già prima di lui agiva nella scena newyorkese il sassofonista soprano Steve Lacy che Trane conobbe prima di dedicarsi anche lui a quello strumento. Egli ottenne da questo strumento un sound sinuoso e serpentino. La grana del suono del sax soprano può definirsi scarna e funzionale al senso religioso della musica di Coltrane. La musica creata con questo strumento è fatta di melodie sinuose ed eteree, di carattere mistico. Basti ascoltare la celebre esecuzione di My favorite Things, contenuta nell'album omonimo.

### Lo stile armonico e ritmico
L'approccio tecnico armonico dello stile coltraniano è vario e complesso. Il suo modo di suonare andò perfezionandosi durante il periodo in cui egli approfondiva il bebop. Alla fine di questo apprendistato la musica di Coltrane aveva un alto grado di complessità. Durante il periodo tonale, corrispondente al periodo dello hard bop, Coltrane giunse a padroneggiare qualsiasi tipo di situazione armonica, fino a introdurre proprie soluzioni. Tipico esempio di quanto detto sono i Coltrane changes. La riarmonizzazione istantanea dei brani era una caratteristica degli hard-boppers, ma la complessità dell'approccio di Coltrane va oltre questo discorso. Innanzitutto egli approfondì l'uso delle scale, utilizzando, in aggiunta alle scale tipiche del bebop, scale indiane, orientali, pentatoniche, ecc. Ciò contribuì non solo ad allargare il sound ma a fornire al solista maggiori possibilità di esplorazione armonica. Questo approccio imponeva inoltre il superamento dei vecchi cliché del bebop. Inoltre Coltrane contribuì anche al rinnovamento ritmico dell'improvvisazione.
Durante il periodo modale, che va dal 1961 al 1965, anno in cui fu pubblicato A Love Supreme, Coltrane improvvisa utilizzando i modi delle scale di riferimento piuttosto che gli accordi. Egli si impegna anche in una rilettura del blues in senso modale o orizzontale. La Atlantics pubblicò nel 1962 l'album Coltrane Plays the Blues. Nel 1963 uscì l'album Ballads dove, nonostante il senso tonale della composizioni, il fatto che gli accordi si succedano in tempo lento consente un approccio modale dell'esecuzione.
In questo stesso periodo Coltrane modifica anche l'utilizzo delle scale preferendo le esatonali, le minori armoniche e le pentatoniche con l'aggiunta della nona per le minori e l'aggiunta della settima aumentata per le maggiori. Infine si sente l'utilizzo delle costruzioni per quarte, che sarà poi sviluppato durante il successivo periodo sperimentale, basti pensare al brano Acknowledgment di A Love Supreme. Il modo di suonare di John Coltrane viene spesso definito imprevedibile. Questa caratteristica è invero il risultato dell'introduzione, nel fraseggio melodico, di figure musicali asimmetriche come le settimine, le nonine, le tredicimine e via dicendo. Inoltre, nel fraseggio, Coltrane intercalava anche le pause. In particolare, egli scoprì che poteva dividere le battute anche in numeri dispari di note. Di norma, un jazzista divide una battuta di 4/4 in otto note (crome). Coltrane, sistematizzando una pratica già saggiata da Charlie Parker e Dizzy Gillespie, prese l'abitudine di dividere la battuta in sedici note (semicrome), eseguendo così fiotti continui e mobilissimi, dall'acuto al grave all'acuto, di note molto brevi. Poi iniziò a dividere la battuta non nei soliti multipli di due, ma in multipli di tre (terzine), e poi di cinque (quintine), e di sette.
Eseguendo questi gruppi irrazionali, il fraseggio non suonava più come se fosse inchiodato al tempo di base, ma fluttuava al di sopra di esso, in modo apparentemente libero. Coltrane si rese anche conto che gruppi irregolari di cinque non hanno lo stesso effetto di gruppi di sette e che tutti questi gruppi irrazionali di note potevano essere mescolati. Ne risultava una esecuzione spigolosa, spezzata e quindi assolutamente innovativa. I tempi preferiti da Coltrane sono stati il 4/4, il 3/4, il 6/8. Tuttavia il suo approccio ritmico subì l'influenza del drumming di Elvin Jones, caratterizzato dall'uso delle poliritmie.

## Eredità

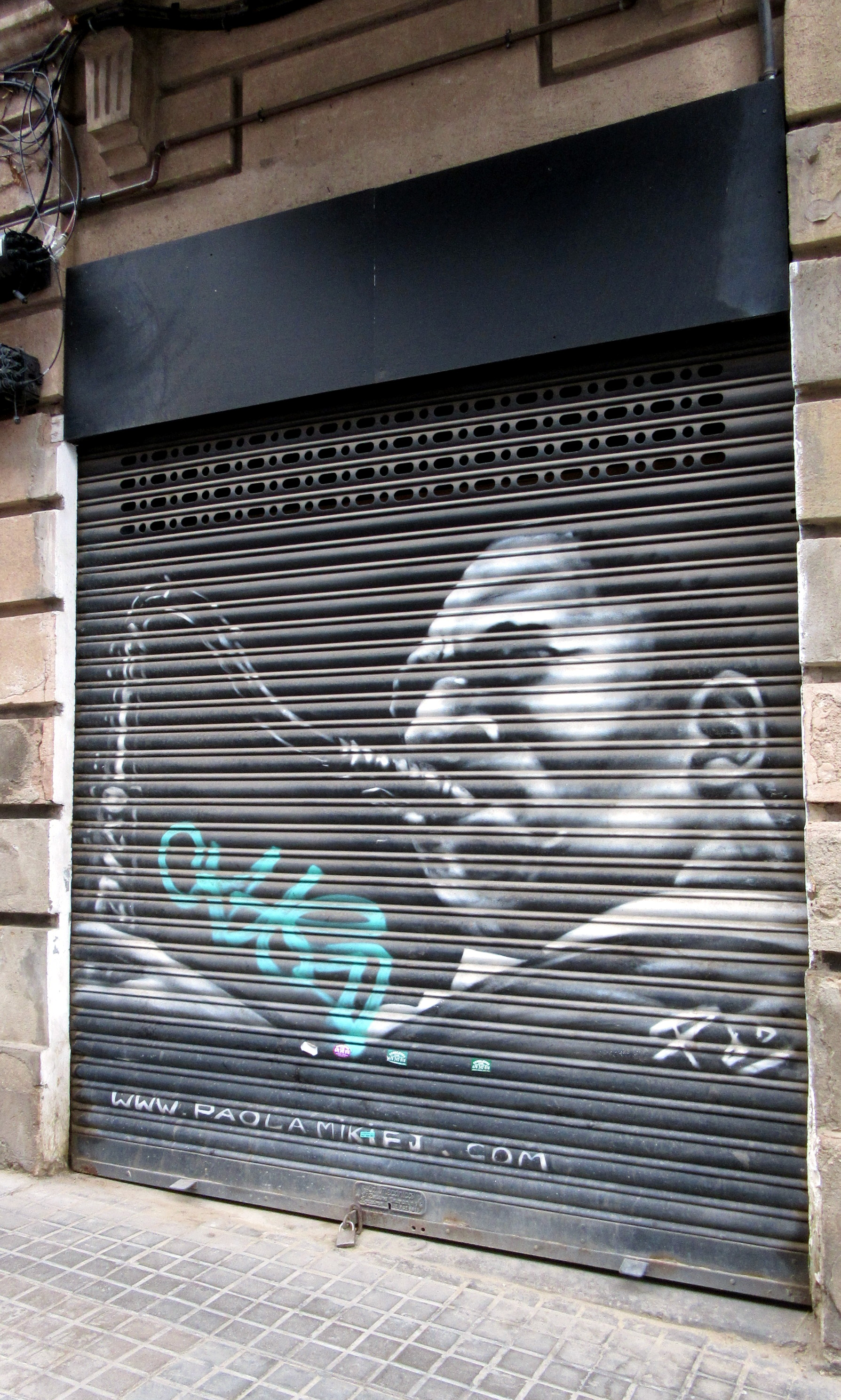
Un esempio di street art dedicata a John Coltrane

Ebbe grande influenza sia sul sax tenore sia sul sax soprano per i sassofonisti dagli anni 1970, nonostante alcune critiche negative. Lo stile di Coltrane nella sua prima fase, precedente al 1964, influenzò Wayne Shorter, Joe Henderson e anche Steve Grossman e Dave Liebman, che avevano suonato nel gruppo di Elvin Jones. Per la sua fase free jazz suonò spesso insieme a Archie Shepp e il suo erede dopo la sua scomparsa fu Pharoah Sanders. Sanders partecipò insieme a McCoy Tyner e Roy Haynes al disco A Tribute to John Coltrane - Blues For Coltrane, prodotto dalla Impulse! Records.
Tra i sassofonisti che furono da lui influenzati ci sono ancora Jerry Bergonzi, Joe Lovano, Bob Berg, Joshua Redman, il figlio Ravi Coltrane, Michael Brecker e Branford Marsalis. Sono stati influenzati dal suo stile anche il pianista McCoy Tyner e il batterista Elvin Jones, che avevano fatto parte del suo gruppo e ne avevano assimilato gli elementi musicali orientali e africani, e che nella loro carriera come solisti hanno ripreso spesso il suo repertorio.

Tra le composizioni di Coltrane, una delle più eseguite è Giant Steps, che è stata interpretata da musicisti come Jaco Pastorius e Pat Metheny. L'importanza di Trane è stigmatizzata dalle seguenti parole di Red Garland:

## Citazioni
(Riportato in Black Nationalism And The Revolution In Music, di Frank Kofsky, Pathfinder press, 1970)
(Riportato in John Coltrane - con il blues nell'anima di Alberto Rodriquez, in Musica Jazz, novembre 1981)
(Da Trane On The Track di Ira Gitler. Intervista rilasciata il 16 ottobre 1958 e ripubblicata su Down Beat, luglio 1999))
(Da John Coltrane: C'est chez Miles Davis, en 1955, que j'ai commencè à prendre conscience de ce que je pouvais faire d'autre, di Francois Postif, gennaio 1962.)
(Da Coltrane On Coltrane, di John Coltrane in collaborazione con Don Demicheal, in Down Beat, 29 settembre 1960. Riportato da Ira Gitler nelle note di copertina dell'album Thelonious Monk With John Coltrane)
(Dalle note di copertina scritte da John Coltrane per l'album A Love Supreme)
(Da Coltrane On Coltrane, di John Coltrane collaborazione con Don Demicheal, in Down Beat, 29 settembre 1960)
(Riportato in John Coltrane - Con il blues nell'anima di Alberto Rodriguez, in Musica Jazz, dicembre 1981)
(Dalle note di copertina dell'album Coltrane's Sound)
(Dalle note di copertina dell'album Duke Ellington & John Coltrane)
(Dalle note di copertina dell'album Duke Ellington & John Coltrane)
(Riportato da Frank Tenot nel fascicolo n. 10 I giganti del jazz, Curcio Editore)
(Da Coltrane On Coltrane, di John Coltrane in collaborazione con Don Demicheal, in Down Beat, 29 settembre 1960)
(Riportato da Frank Kofsky nelle note di copertina scritte per l'album The John Coltrane Quartet Plays)
(Riportato in Black Nationalism And The Revolution In Music, di Frank Kofsky, Pathfinder Press , 1970)
(Riportato in Black Nationalism And The Revolution In Music, di Frank Kofsky, Pathfinder Press, 1970)
(Riportato da Nat Hentoff nelle note di copertina scritte per l'album Meditations)
(Riportato da Nat Hentoff)